# Vlad Jacenko
Vlad Jacenko (ukrajinsky Влад Яценко) je ukrajinský miliardář, technický ředitel a spoluzakladatel služby Revolut .

## Životopis
Narodil se v NDR. Po rozpadu SSSR se rodina přestěhovala na jih poblíž Oděsy. V roce 2000 vstoupil na Fakultu informatiky v Mykolajivu. Byl vývojářem v krakovské kanceláři polské společnosti Comarch a v roce 2010 se přestěhoval do Londýna, aby pracovat pro UBS. Později přešel do společnosti Credit Suisse, kde se setkal s ruským finančníkem Nikolajem Storonskym. Spolu v roce 2015 spustili vlastní projekt s názvem Revolut. V únoru 2020 se odhad jmění Revolutu vyšplhal na 6 miliard USD. 
V roce 2021 dosáhlo Jacenkovo čisté jmění 1,3 miliardy USD po přecenění společnosti při získávání investic.

## Válka na Ukrajině
Nikolaj Storonskij a Vlad Jacenko spolu odsoudili invazi ruských vojsk na ukrajinu a zvěrstva války. Je to poprvé, co Storonskij (miliardář podnikatel narozený v Rusku), jehož otec je Ukrajinec objasnil svůj postoj ke konfliktu.